# Scopulariopsis carbonaria
Scopulariopsis carbonaria är en svampart som beskrevs av F.J. Morton & G. Sm. 1963. Scopulariopsis carbonaria ingår i släktet Scopulariopsis och familjen Microascaceae.   Inga underarter finns listade i Catalogue of Life.